# Охорона вод
Охорона вод — сукупність правових, організаційних, технологічних, економічних, наукових і соціальних заходів, спрямованих на попередження та усунення забруднення, засмічення та виснаження вод у водних об'єктах з метою оптимального задоволення потреб населення та галузей економіки у воді нормативної якості. Стосовно до поверхневих і підземних вод в ряді випадків може суттєво відрізнятися.

## Заходи з охорони вод
Правові заходи — дотримання природоохоронних законів, Водного кодексу України.
Організаційні заходи — створення схем комплексного використання та охорони вод басейнів річок, які повинні забезпечувати збереження якості вод згідно вимог правил охорони поверхневих вод від забруднення стічними водами, правил санітарної охорони прибережних вод морів, положення про порядок використання й охорони підземних вод.
Технологічні заходи — діяльність, направлена на:
- зменшення обсягів стічних вод за рахунок удосконалення технологій виробництва;
- покращення методів очищення стічних вод;
- вилучення та  утилізація цінних речовин із стічних вод ;
- впровадження оборотного водопостачання;
- заміна водяного охолодження повітряним

Економічні заходи — розробка і впровадження критеріїв з оцінки збитків від забруднення вод, стимулювання впровадження водозберігаючих технологій тощо.
Наукові заходи — проведення теоретичних (гідрологічних, гідрохімічних, гідроекологічних, направлених на покращення всієї системи охорони вод) і прикладних досліджень (направлених на вдосконалення існуючих методів очищення стічних вод, розробку водозберігаючих технологій).
Соціальні заходи — створення сприятливих умов для проживання, здоров'я і відпочинку з використанням водних ресурсів; виховання бережливого ставлення до водних ресурсів спільними зусиллями державних органів і громадських організацій; екологічна освіта і громадська екологічна діяльність.
- За кордоном за участі громадськості з середини 90-х років ХХ ст. отримала розвиток практика ревіталізації річок — як одна з форм охорони вод . В Україні це питання також потребує розробки[1].